# 東安 (地名合稱)
東安（白話：Tong On, Toong On, Tung On）在星馬華人社群裡面，是指從前中國廣東省東莞縣和寶安縣的合稱，範圍大致等於現今的東莞市、深圳市和香港特別行政區；同時，星馬暨海外華人又將這兩個縣與惠陽縣（今惠州市）合稱為「惠東安」或「惠東寶」。 「東安會館」或「惠東安會館」就是指祖籍來自這些地方的同鄉團體，屬於以客家文化為主，並結合廣府文化的地緣團體，主要語言為客家語及粵語莞寶片。

## 沿革
秦始皇二十六年（前221年），秦國完成統一大業，分天下為三十六郡；始皇三十三年（前214年）取嶺南設置南海郡，郡治番禺。漢元鼎六年（前111年），武帝平定南越國，南越之地重新劃郡，番禺仍為南海郡治。
東晉成帝咸和六年（331年），南海郡僑置東官郡，下轄寶安縣等縣，東官郡及寶安縣的郡縣治同在南頭城。南朝梁天監六年（507年），東官郡改名東莞郡。隋文帝開皇九年（589年），東莞郡撤銷，併入廣州府南海郡，寶安縣治仍在南頭城。
唐至德二年（757年），寶安縣改名東莞縣，縣治置於（今莞城）。明萬曆元年（1573年），南頭城設為東莞守禦千戶所，置新安縣，縣治南頭城。
清初，東莞守御千戶所改為新安營。康熙元年（1662年），清廷頒布遷界令，整個南頭城以至新安縣的沿海居民都被撤往內地。康熙五年（1666年），新安縣併入東莞縣。康熙八年（1669年），復置新安縣，縣治仍在南頭城。民國三年（1914年），新安縣改名寶安縣。抗戰期間，日軍佔據南頭城，寶安縣治暫置東莞縣石馬鎮，東莞縣也是東江縱隊的根據地。
1949年10月，中華人民共和國成立人民政府，東莞縣和寶安縣屬珠江專區管轄。1952年，東莞縣和寶安縣屬粵中行政區管轄。1953年，寶安縣治从南頭遷移至深圳墟。1956年，東莞縣和寶安縣屬惠陽專區管轄。
1979年3月，寶安縣升格深圳市，撤銷寶安縣並設深圳經濟特區；同時，將原本寶安縣西北的一處改為寶安區。1982年12月，恢復寶安縣建制，隸屬深圳市，管轄深圳經濟特區之外的地區；1992年11月，再次撤銷寶安縣，分設寶安區和龍崗區。
1985年9月，撤銷東莞縣並設立東莞市（縣級市），屬惠陽地區管轄。1988年1月7日，東莞市升格為地級市，直屬廣東省管轄。

## 地緣組織
- 馬來西亞東安會館聯合會[1]

馬來西亞東安會館聯合會（簡稱「東聯會」）是馬來西亞各州東安會館的聯誼組織，成立於1953年8月。東聯會於1975年始籌建會所，1983年會所大廈落成。1992年，東聯會配合雪隆東安會館成立100週年，主催「世界東安懇親大會」，現在成為每3年舉行一屆的輪辦活動。
東聯會屬下成員包括：雪隆東安會館（1892年成立）、太平東安會館（1927年成立）、紅坭山東安會館（2003年成立）、古晉惠東安公會（1970年成立）、芙蓉東安會館（1896年成立）、霹靂東安會館（1941年成立）、檳城東安會館（1892年成立）、山打根惠東安公會（1918年成立）、柔佛州東安會館（1958年成立）、霹靂督亞冷惠東安會館（1982年成立）、金保近打東安會館（1927年成立）、美羅馬登巴冷東安會館、和豐惠東安會館和甲板東安會館（1850年成立）。
- 新加坡東安會館[5]

新加坡東安會館成立於1876年，初時館址位於東豆腐街。1919年，在牛車水新橋路285號（285, New Bridge Road）自資設立會所，1966年進行擴建；1994年，在丹戎巴葛武吉巴梳路21號（21, Bukit Pasoh Road）設立新會所。
- 加拿大惠東安會館

多倫多惠東安會館成立於1978年，位址於安大略省多倫多市達士街102號（102, D'Arcy Street）。
- 英國惠東寶同鄉會

英國惠東寶同鄉會成立於1985年，位址於倫敦，創會暨永遠榮譽會長葉煥榮。

## 另見
- 莞寶民系（廣府民系九大分支之一）
  - 香港原住民
  - 深圳原住民
- 莞寶（東莞、寶安）
- 惠東寶（惠陽、東莞、寶安）
  - 惠陽縣 → 惠陽專區 → 惠陽地區 → 惠陽縣 → 惠陽市 → 惠陽區
  - 東官郡 → 東莞郡 → 東莞縣 → 東莞市
  - 寶安縣 → 新安縣 → 東莞守御千戶所 → 寶安縣 → 深圳市 → 寶安區
- 東江縱隊（惠陽、東莞、寶安、增城等地人民組成）
  - 惠寶人民抗日游擊總隊
  - 東莞抗日模範壯丁隊
  - 東寶惠邊人民抗日游擊大隊
- 珠三角
- 珠三角經濟區
- 粵語莞寶片
  - 東莞話（莞城話、厚街話、虎門話）
  - 寶安話（圍頭話、南頭話）
  - 大鵬話

## 外部連結
- 马来西亚东安会馆联合会
- 新加坡东安会馆
- 世界东莞社团联合总会 （页面存档备份，存于）
- 广东省东莞市外事侨务局 （页面存档备份，存于）
- 广东省深圳市侨务办公室 （页面存档备份，存于）
- 宝安县志[永久]
- 康熙新安县志校注[永久]
- 嘉庆新安县志校注[永久]